# Граф судоку

граф судоку

Граф судоку — неорієнтований граф, вершини якого представляють комірки (порожньої) головоломки судоку, а ребра — пари комірок, які належать тому ж рядку, стовпцю або блоку головоломки. Завдання головоломки судоку можна подати як розширення попереднього розфарбування на цьому графі. Граф є цілим графом Келі.

## Базові властивості та приклади
На полі судоку розміру {\displaystyle n^{2}\times n^{2}} граф судоку має {\displaystyle n^{4}} вершин, кожна має рівно {\displaystyle 3n^{2}-2n-1} сусідів. Тому це регулярний граф. Наприклад, граф, наведений на малюнку з ігровим полем {\displaystyle 4\times 4} має 16 вершин і є 7-регулярним. Для більшості видів судоку на ігровому полі {\displaystyle 9\times 9} графом судоку є 20-регулярний граф із 81 вершиною.

## Розв'язання головоломки та розфарбування графа
Кожен рядок, стовпець або блок головоломки судоку утворює кліку в графі судоку, розмір якої дорівнює числу символів, що використовуються в головоломці. Розфарбовування графа судоку за допомогою набору з таким числом кольорів (найменша можлива кількість кольорів для цього графа) можна інтерпретувати як головоломку. Звичайний вид головоломки судоку, в якій деякі комірки заповнено символами, а інші має заповнити гравець, відповідає задачі розширення попереднього розфарбування для цього графа.

## Алгебричні властивості
Для будь-якого {\displaystyle n}, граф судоку поля {\displaystyle n^{2}\times n^{2}} є цілим графом, що означає, що спектр його матриці суміжності складається лише з цілих чисел. Точніше, його спектр складається зі власних значень
- {\displaystyle 3n^{2}-2n-1}, із кратністю {\displaystyle 1},
- {\displaystyle 2n^{2}-2n-1}, із кратністю {\displaystyle 2(n-1)},
- {\displaystyle n^{2}-n-1}, із кратністю {\displaystyle 2n(n-1)},
- {\displaystyle n^{2}-2n-1}, із кратністю {\displaystyle (n-1)^{2}},
- {\displaystyle -1}, із кратністю {\displaystyle n^{2}(n-1)^{2}},
- {\displaystyle -n-1}, із кратністю {\displaystyle 2n(n-1)^{2}}.

Його можна подати як граф Келі абелевої групи {\displaystyle Z_{n}^{4}}.

## Пов'язані графи
Граф судоку містить як підграф туровий граф, який визначається тим самим способом, але тільки на рядках і стовпцях (але не на блоках) ігрового поля судоку.
20-регулярний 81-вершинний граф судоку слід відрізняти від іншого 20-регулярного графа з 81 вершинами, графа Брауера — Хемерса, який має менші кліки (розміру 3) і вимагає меншої кількості кольорів (7 замість 9).